# 홍수

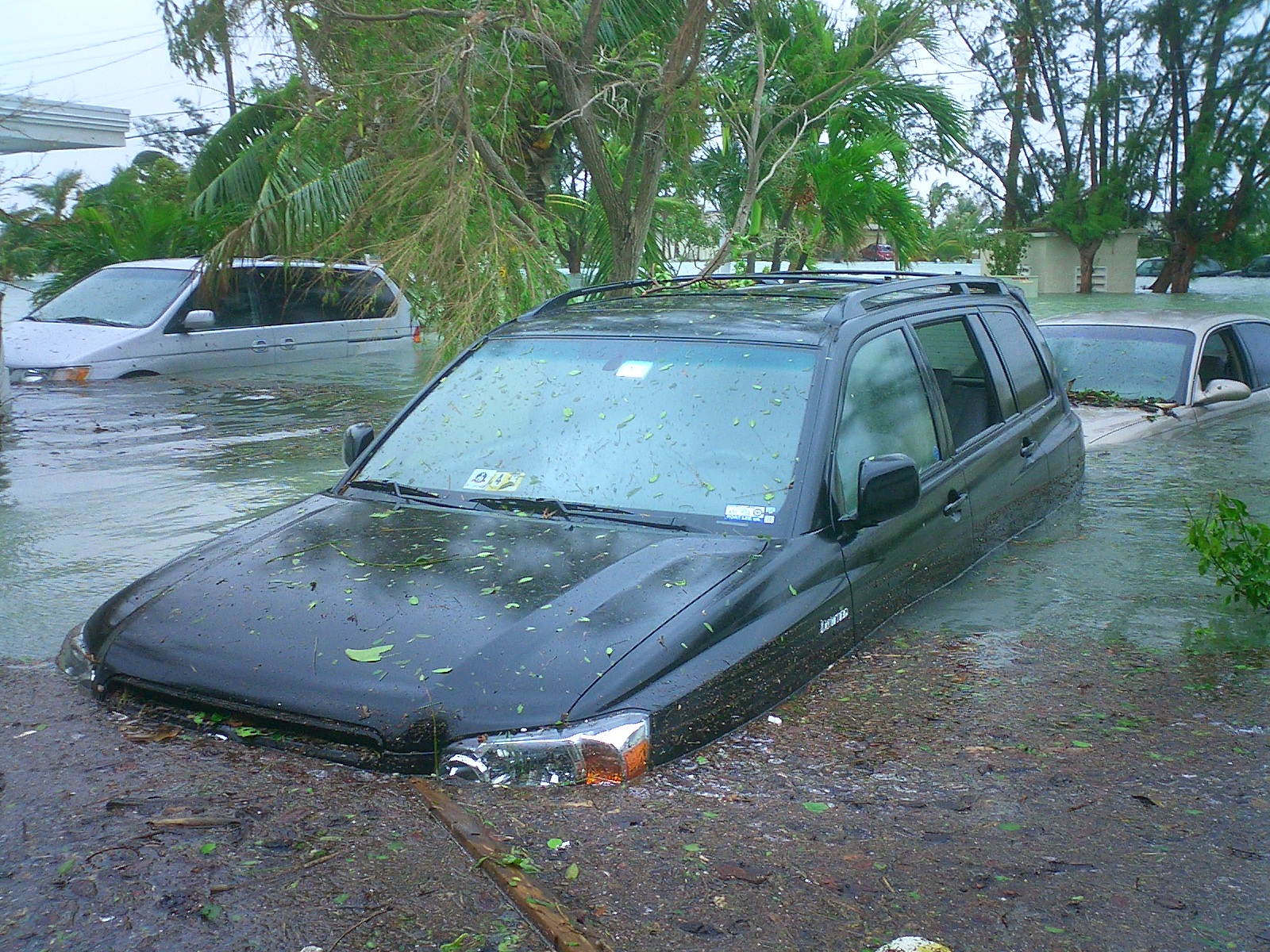
미국 플로리다주 키 웨스트 가까이에서 일어난 홍수는 2005년 10월, 허리케인 윌마 폭풍 해일 때문에 일어났다.

홍수(洪水, 문화어: 큰물)는 일반적으로 건조한 땅의 물이 넘쳐서 잠기는 현상을 말한다. 큰 물 또는 하천의 물이 넘쳐흐르는 자연현상으로, 수해의 일종이다. 물난리, 큰물이라고도 부른다.
엄밀히 말해 강과 호수의 물이 넘치는 것만을 홍수라고 부르며, 홍수를 비롯한 바다가 넘치거나, 지하수의 솟아서 넘치는 것은 범람으로 구분하지만, 이 글에서는 홍수로 통칭한다.

## 홍수의 종류

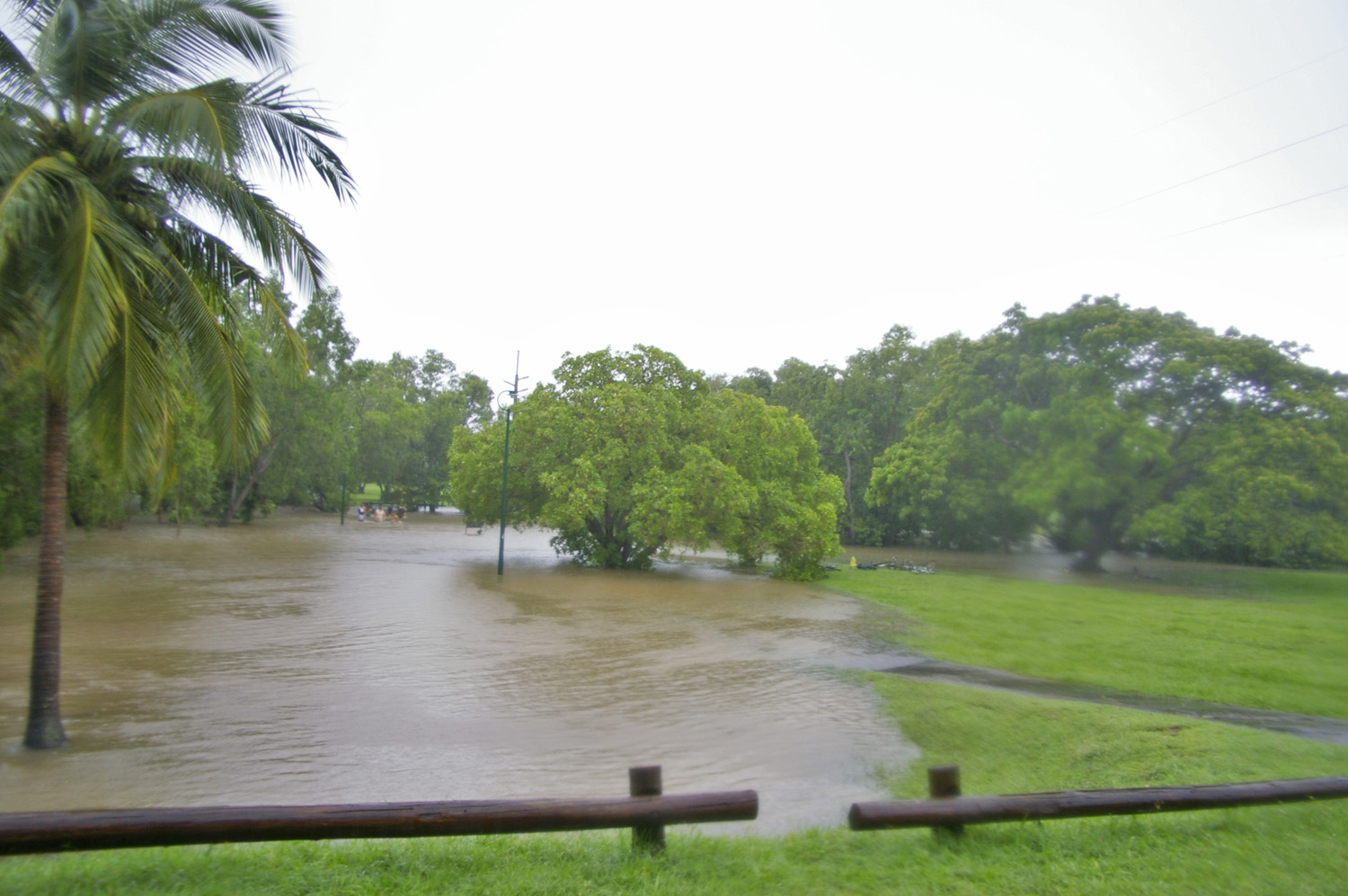
오스트레일리아 노던 준주의 다윈 지역에 내린 몬순 비와 만조 때문에 개울이 넘친 모습.

- 간만성 홍수 (Estuarine floods)

- 재해성 홍수 (Catastrophic floods)

## 강홍수
한꺼번에 많은 비가 내리거나 눈과 얼음이 갑자기 녹으면 발생한다. 많은 비로 작은 강이나 하천에 물이 갑자기 불어나 넘치면 돌발홍수가 발생하는데, 돌발홍수는 대부분 산악지역에서 일어난다. 그러나 사막에서도 가끔 내리는 큰 비 때문에 와디로 성난 급류가 흐르면서 홍수가 일어난다. 1887년 중국 황허에서 일어난 홍수로 약 100만 명의 사람이 죽었다.
대한민국에선 2020년 8월 기준, 전국 홍수 피해의 98%가 소하천에서 발생한다. 지방하천 정비율은 45%이며 지방정부가 관리하는데 예산 부족으로 느리게 진행되고 있다. 2018-2019년 수해를 입은 하천 중 98.4%는 지방하천이었다. 국가하천 정비율은 80%이다.

## 바다홍수
태풍이나 강한 폭풍우가 휘몰아쳐 바닷가의 물이 육지 깊숙이 밀려와 일어나는 현상으로, 1970년 뱅골만에 사이클론이 지나가면서 해일이 일어, 바다홍수 재해가 발생했다. 거대한 파도가 방글라데시 해안을 덮쳐 약 27만 명이 죽고, 100만 명에 이르는 사람이 집을 잃었다. 한편 서부유럽 해안에서는 해상에 발달한 저기압 때문에 홍수가 난다. 1953년 네덜란드에서 강한 바람 때문에 큰 파도가 일어 바닷물을 막아 놓은 제방을 무너뜨려, 국토의 4%가 넘는 지역이 물에 잠겼다. 지진과 화산폭발로도 해안지방에 홍수를 일으킬 정도의 높은 파도가 발생하는데, 이때 생긴 파도를 지진해일이나 쓰나미라고 한다. 1883년에 자바섬 서부의 순다해협에 있는 크라카타우화산이 폭발하여 35m 높이의 지진해일이 발생했다.

## 홍수의 영향

### 일차적 영향
- 물리적 위험: 다리, 자동차, 건물, 도로, 운하 등의 구조물에 걸쳐 위험이 있을 수 있다.
- 우연: 사람과 가축이 물에 빠져 죽을 수 있다. 또, 전염병이나 질병으로 이어질 수 있다.

### 이차적 영향
- 물의 공급: 물이 오염되어 깨끗한 물이 희박하게 된다.
- 질병: 비위생적인 조건으로 수인성 질병이 일어난다.

### 장기간의 영향
- 경제: 일시적인 관광객 수 하락, 재건축 비용, 식량 부족으로 인한 가격 증가 등으로 인해 (특히 가난한 사람들에게) 경제적 고초가 나타날 수 있다.

## 홍수의 이점
홍수로 인해 인간 환경과 경제적 활동에 수많은 파괴적 영향이 있다. 그러나 홍수는 토양을 더 기름지게 하고 영양이 부족한 곳에 영양분을 공급해 준다. 주기적인 홍수는 티그리스-유프라테스강, 나일강, 인더스강, 갠지스강, 황하 등의 고대 문명의 안녕에 필수적이었다. 홍수가 일어나기 쉬운 지역에서는 생활을 재개할 수 있는 원천들을 바탕으로 한 수리학, 즉 물을 상태 이동 등 관리하는 학문이 발달하여 생존 능력이 더 높다.

## 사망자가 가장 많은 홍수
아래는 전 세계에서 사망자 수가 100,000명을 넘은 홍수 사건을 나열한 목록이다.
| 사망자 수           | 사건                     | 위치               | 날짜 |
| ------------------- | ------------------------ | ------------------ | ---- |
| 2,500,000–3,700,000 | 1931년 중국 대홍수       | 중화인민공화국     | 1931 |
| 900,000–2,000,000   | 1887년 황하 홍수         | 중화인민공화국     | 1887 |
| 500,000–700,000     | 1938년 황하 홍수         | 중화인민공화국     | 1938 |
| 231,000             | 반차오댐 붕괴            | 중화인민공화국     | 1975 |
| 230,000             | 2004년 인도양 지진해일   | 인도네시아         | 2004 |
| 145,000             | 1935 장강 홍수           | 중화인민공화국     | 1935 |
| 100,000+            | 세인트 펠릭스 홍수       | 네덜란드           | 1530 |
| 100,000             | 하노이, 홍강 삼각주 홍수 | 베트남 민주 공화국 | 1971 |
| 100,000             | 1911 장강 홍수           | 중화인민공화국     | 1911 |

## 같이 보기
- 도시홍수
- 가뭄
- 일기도
- 집중호우
- 비상 관리
- 인명구조
- 머드플로우
- 탐색 구조
- 우수관
- 한국의 강
- 2024년 스페인 홍수(콜드드랍)